# 新波歩
新波 歩（しんば あゆみ、1988年〈昭和63年〉9月14日 - ）は、日本の漫画家、イラストレーター、ゲームグラフィックデザイナー。
体は女、心は男のトランスジェンダー。北海道旭川市出身、東京都在住。
本名は渡辺 歩。旧ペンネームは歩（あゆみ）。

## 経歴
小学生の時、ゲーム『ゼルダの伝説 時のオカリナ』に出会い、漫画や物語をつくる道を目指す。旭川市の高校でバスケットボール部に在籍。札幌の芸術系専門学校でアナログ画材による表現を学ぶ。ゲーム会社のデザイナー職を3年勤めた後、漫画家を目指して上京。
2015年6月16日、YouTubeにて短編漫画「サルヴァドール」を発表する。100ページにわたるこの作品は全編カラーで描かれており、主線が水彩色鉛筆、塗りは前半がカラーインクで後半は透明水彩が使用されている。
2016年12月6日、「ECHOES」が第7回『このマンガがすごい!』大賞最優秀賞を受賞し、同月8日から2017年2月16日まで『このマンガがすごい!WEB』で連載された。12月10日に単行本が発売。塗りの部分はスクリーントーンを使わず、すべて水彩で描かれた。
2018年3月5日、「ECHOES」のリメイク版『BREAK THE BORDER ～rebirth of ECHOES～』が『このマンガがすごい！WEB』で連載を開始。単行本も同月9日に発売されたが、27日にたった第4話で打ち切りとなる。
2019年6月17日、『BREAK THE BORDER ～rebirth of ECHOES～』を『BREAK THE BORDER』に改題し、note発のウェブマガジン『IMAZINE.World』で連載を再開した。7月3日、同作を将来Netflixでアニメ化し全世界に配信する意向を公表している。11月18日に電子書籍版第2巻を制作するため、「CAMPFIRE」でクラウドファンディングを開始。目標額の90万円を12月23日12時4分に達成し、たった一日後に総額117万5千円もの支援が集まった。
2019年9月、ステージ2の舌癌の宣告を受ける。手術はこの年中に終わり、抗癌剤の投与までには至らなかったものの、この出来事が後述のクリエイティブスタジオ法人化の契機となった。
2020年7月31日、電子書籍版『BREAK THE BORDER』の第1巻がナンバーナインから発売された。
2022年4月にペンネームを「歩」から「新波 歩」に変更。

## 作品

### 連載
- ECHOES （『このマンガがすごい！WEB』2016年12月8日[14] - 2017年2月16日[15] ）
- BREAK THE BORDER ～rebirth of ECHOES～ - （『このマンガがすごい！WEB』2018年3月5日[16] - 3月27日[17]→『IMAZINE.World』2019年6月17日 - 休載中） - 2020年4月時点で再開未定。
- ハイバス（原作・脚本：上野直彦、『HykeComic』2024年1月12日 - 連載中）

### 短編・読み切り
- サルヴァドール（『YouTube』2015年6月16日[18]）
- このマン〇がすごい！ （『このマンガがすごい！WEB』2017年4月1日[19]

### イラスト
- 渋谷皆殺し（2015年10月27日、両角長彦著、『小説推理』12月号、双葉社）  - 挿絵
- 凛の弦音 第一回:甲矢と乙矢（2015年11月11日、我孫子武丸著、『ジャーロ』 No.55、光文社）
- 召し捕ったり!: しゃもじ同心捕物帳（2015年12月3日、井川香四郎著、 徳間書店〈徳間時代小説文庫〉） - 表紙
- 金曜日の本屋さん（2015年12月14日、名取佐和子著、『ランティエ』2月号・4月号、角川春樹事務所） - 扉絵・カット
- 盗用しましたね（2016年3月2日、両角長彦著、『小説推理』4月号、双葉社） - 挿絵

## 展覧会
- 2008年 二科展 入選[20]
- 2010年11月6日 - 7日 デザイン・フェスタ vol.32
- 12月4日 - 26日 札幌のクリエイター100人展
- 2011年5月14日 - 6月10日 個展「太陽に向かう花」（CAFEサーハビー）
- 11月12日 - 13日[21] レトロマン主催グループ展「Strange Land～13人の日本人」[20]
- 2012年4月22日 CRAQUER主催アートイベント「Dingo」[22]
- 2017年1月14日 - 15日 幻像美術室101（アーツ千代田 3331、中川悠京及び鈴木康士との合同展）

## 出演

### テレビ番組
- the SOCIAL life（日本テレビ・2018年7月3日[3]）

## ARSWALKER
三鷹市を本拠とするクリエイティブスタジオ。2020年4月1日に「合同会社IMAGICA BRANCH」（イマジカブランチ）として法人化された。2021年8月27日をもって商号を「合同会社ARSWALKER」（アルスウォーカー）に変更。